# Richard Cottrell (político)
Richard J. Cottrell (Wellington, 11 de julho de 1943 – Treviso, 18 de julho de 2024) foi um político inglês que foi membro do Parlamento Europeu pelo eleitorado britânico de Bristol de 1979 a 1989.

## Biografia
Richard J. Cottrell nasceu a 11 de Julho de 1943 em Wellington, Somerset.
Ele foi eleito para o Parlamento em 1979 pelo Partido Conservador e iniciou o seu serviço no dia 17 de Julho de 1979. Durante o seu primeiro mandato, ingressou na Comissão de Transportes a 20 de Julho do mesmo ano e na Comissão de Juventude, Cultura, Educação, Informação e Desporto a 11 de Julho de 1980, servindo em ambas até o Parlamento ser suspenso a 23 de Julho de 1984.
Ele foi reeleito em 1984, novamente pelo Partido Conservador, e serviu até 24 de Julho de 1989. Foi membro das comissões de Regimento, de Verificação de Credenciais [sic] e de Imunidades, Regras de Procedimento e Petições, Meio Ambiente, Saúde Pública e Defesa do Consumidor, e também participou em relações diplomáticas com o Canadá e a República Popular da China.

## Morte
Richard morreu no dia 18 de julho de 2024, aos 81 anos.